# Мотовиловець Андрій Вікторович
Андрій Вікторович Мотовиловець (нар. 29 квітня 1982, Київ) — український політичний діяч, народний депутат Верховної Ради України IX скликання. Перший заступник голови фракції «Слуга народу» у Верховній Раді України з 1 листопада 2021 року.

## Життєпис
Закінчив економічний факультет Київського національного економічного університету імені Вадима Гетьмана. Щоб оплачувати освіту, працював гіпсокартонником на будівництві. Пізніше працював у банківській сфері, де з молодшого спеціаліста виріс до начальника відділу кредитування фізичних осіб великого банка.
З 2014 року як спеціаліст з аналітики державних закупівель працював у Міністерстві інфраструктури України. Був помічником першого заступника міністра Володимира Шульмейстера, радником міністра Андрія Пивоварського. Після старту системи публічних закупівель ProZorro цілий рік перекладав на неї підприємства Міністерства інфраструктури.
З 2016 до 2019 рр. операційний директор ДП «Прозорро.Продажі». Також обіймав посаду першого заступника директора підприємства.
З 2019 року — Народний депутат України IX скликання. Був обраний за списком партії «Слуга народу». Член парламентського комітету з питань фінансів, податкової та митної політики.
З 14 березня 2021 року очолив Київську обласну партійну організацію «Слуга народу».
1 листопада 2021 року призначений заступником голови фракції «Слуга народу» у Верховній раді України. За словами голови фракції Давида Арахамії, Мотовиловець і до призначення фактично вже виконував ці функції.
В інтерв'ю пояснюював появу президента Зеленського 23 квітня 2020 року на летовищі Гостомель на зустрічі літака з комерційним вантажем для мережі Епіцентр, заявив, що це другий літак Мрія. Журналісти звернулась до ДП «Антонов» за роз'ясненням, виробник спростував інформацію, бо другий літак не було добудовано.
У липні 2020-го з'явилися так звані «плівки Халімона», на записах яких нардеп Халімон нібито вимагає хабар у розмірі 40 млн грн за сприяння у веденні аграрного бізнесу на Чернігівщині. У записах також фігурує Мотовиловець.

### ProZorro. Продажі
До 2019 року, коли Мотовилівця було обрано депутатом Верховної Ради, «Прозорро.Продажі» заробила для держави понад 17,5 мільярда гривень. З таким результатом впровадження системи стало найефективнішою економічною реформою України.

### Коронавірус
З 17 березня 2021 року — один із організаторів роботи Антикризового штабу Офісу Президента України з боротьби з коронавірусом. Налагоджував комунікацію між українськими бізнесменами, котрі виділяли кошти на закупівлю медичного обладнання, іноземними постачальниками та державними органами України.
Супроводжував перший авіарейс в Україну з масками, апаратами ШВЛ та медичними тестами з Китаю, організований Офісом президента. Вантаж, зокрема ПЛР-тести, згодом було передано до лікарень та лабораторій усіх регіонів України.

## Парламентська діяльність
Депутат Верховної Ради IX скликання. Станом на жовтень 2021 року брав участь у 227 пленарних засіданнях із 232. Мотовиловець подав на розгляд 147 законопроєктів.
Як член комітету ВРУ з питань фінансів, податкової та митної політики брав участь у розробці закону «Про державне регулювання діяльності щодо організації та проведення азартних ігор».